# Robert LeGendre
Robert Lucien Pierre „Bob” LeGendre (ur. 7 stycznia 1898 w Lewiston w stanie Maine, zm. 21 stycznia 1931 w Nowym Jorku) – amerykański lekkoatleta (wieloboista i skoczek w dal), medalista olimpijski z 1924 i były rekordzista świata.
Ukończył studia na Georgetown University w 1922, a w 1927 uzyskał na tej uczelni doktorat z chirurgii dentystycznej.
Zajął 4. miejsce w pięcioboju lekkoatletycznym na igrzyskach olimpijskich w 1920 w Antwerpii. Na kolejnych igrzyskach olimpijskich w 1924 w Paryżu zdobył brązowy medal w tej konkurencji, za Eero Lehtonenem z Finlandii i Elemérem Somfayem z Węgier. Podczas konkursu pięcioboju ustanowił rekord świata w skoku w dal z rezultatem 7,76 m.
Był akademickim mistrzem USA (NCAA) w skoku w dal w 1922 oraz akademickim mistrzem USA (IC4A) w tej samej konkurencji również w 1922. Zdobył brązowy medal mistrzostw USA (AAU)  w dziesięcioboju w 1920.
Zmarł w 1931 na zapalenie płuc.